# Nouvel orchestre de chambre de Rouen
Le Nouvel orchestre de chambre de Rouen est un orchestre de chambre français

## Historique
Créé en 1996 par des élèves du conservatoire national de région de Rouen sous le nom d' « ensemble Albert-Beaucamp », il est dirigé par Joachim Leroux. Il a changé de nom en 2002, en même temps qu’il se professionnalisait.
Il est composé de musiciens professionnels : la base de l’orchestre est celle d’un effectif de douze instrumentistes à cordes, auquel vient s’ajouter bois, cuivres et percussions selon les besoins de la programmation.

## Activités
L’orchestre effectue un travail de redécouverte et d’interprétation d’œuvres méconnues ou tombées dans l’oubli, depuis l’époque classique, par exemple le Stabat Mater de Luigi Boccherini. Il programme également de la musique contemporaine, avec des commandes passées aux compositeurs et la reprise d’œuvres créées il y a quelques années.
Il se produit avec des chœurs amateurs sur tout le territoire haut-normand (chœur de Rouen-Haute-Normandie, chœur de chambre de Rouen, l’ensemble vocal Maurice-Duruflé, le chœur d’hommes de Rouen, l’ensemble vocal Proscenium, le chœur Véga, etc.) ; son directeur musical, Joachim Leroux, est à la fois chef d'orchestre et chef de chœur. Il accompagne régulièrement des solistes, comme Caroline Casadesus, Didier Lockwood, Daniel Isoir, Jason Meyer, etc.
L’orchestre a signé une convention avec la caisse d’allocations familiales de Rouen pour faciliter financièrement l’achat de places de concerts par les jeunes de treize à dix-neuf ans. Il intervient auprès des publics isolés comme les personnes dépendantes, les handicapés lourds, etc.
Il publie chez les labels AMES et Tirage(s) limité(s).

## Chœur
En 2006, à l’occasion de son dixième anniversaire, l’orchestre crée le chœur du nouvel orchestre de chambre de Rouen, un chœur à douze voix composé de chanteurs professionnels.
Son répertoire s'étend de la musique de la Renaissance à la création contemporaine. Il se produit en formation a cappella, accompagné d’un piano ou d’un orgue, ou associé à l’orchestre.

## Sources
- Blog du Nouvel orchestre de chambre de Rouen, avec l'autorisation de Camille Chéné, administratrice du blog.